# جانگ دونگ یون
جانگ دونگ یون (کره‌ای: 장동윤؛ زادهٔ ۱۲ ژوئیه ۱۹۹۲) بازیگر اهل کره جنوبی است. او بیشتر به خاطر ایفای نقش در مجموعه‌های تلویزیونی مدرسه ۲۰۱۷ (۲۰۱۷)، افسانه نوکدو (۲۰۱۹) و دوران خوش (۲۰۲۳) شناخته می‌شود.

## حرفه
در سال ۲۰۱۵ میلادی در حالی که دانشجوی دانشگاه هانیانگ بود، جانگ برای اولین بار در رسانه‌ها به خاطر شجاعت خود گرفتار شد. گزارش شده‌است که جانگ با سارقی که با اسلحه کشنده یک کارمند فروشگاه را در منطقه گواناک سئول تهدید می‌کرد رو به رو شده بود، جایی که وی یک نقشه سریع برای دستگیری مقصر تهیه کرده بود. وی با تقدیر از آژانس پلیس کلانشهر سئول بخاطر این عمل قهرمانانه شناخته شد. این محبوبیت بعداً باعث شد تا او پیشنهادهای زیادی برای بازی بگیرد.

### اولین بازیگری
در سال ۲۰۱۶، جانگ بازیگری را به عنوان نقش مکمل در سریال «زنان در یک شرکت بازی» آغاز کرد. بعداً در همان سال او در سریال «محاکمه سلیمان» با عنوان نقش اصلی نقش آفرینی کرد.
در سال ۲۰۱۷، او در سریال مدرسه از شبکه کی‌بی‌اس بازی کرد. در همان سال، او در بازی درام ویژه کی‌بی‌اس، «اگر یک فصلی بودیم» بازی کرد.
همچنین در سریال مدرسه ۲۰۱۷ در یکی از نقش‌های اصلی حضور داشت.
در سال ۲۰۱۸، جانگ در نقش اصلی برای درام پزشکی «یک روز یک شعر» شبکه تی‌وی‌ان بازی کرد. در همان سال، او نقش مهمی در درام تاریخی «آقای آفتاب» داشت. جانگ همچنین با فیلم «روزهای زیبا»، جایی که او در نقش پسر لی نا-یونگ بازی کرد. در ماه دسامبر، جانگ در درام جوانان Just Dance بازی کرد که بر اساس مستند با همین نام ساخته شده‌است.
در سال ۲۰۱۹، جانگ در نقش نوکدو در سریال افسانه نوکدو به عنوان مردی که به زیبایی دختر هاست و خود را زن جا می‌زند به زیبایی نقش آفرینی کرد و باعث شد در کره و کشورهای دیگر معروف شود.

## فیلم‌شناسی

### فیلم
| سال  | عنوان          | نقش              | توضیحات          | منابع             |
| ---- | -------------- | ---------------- | ---------------- | ----------------- |
| ۲۰۱۸ | روزهای زیبا    | ژن چن            |                  | [ ۱ ]             |
| ۲۰۲۰ | بدو پسر بدو    | دو وون           |                  | [ ۲ ]             |
| ۲۰۲۱ | ته ایل         | جون ته ایل (صدا) | فیلم انیمیشن     | [ ۳ ] [ ۴ ] [ ۵ ] |
| ۲۰۲۲ | کودا           | راوی             | نسخه طراحی جهانی | [ ۶ ]             |
| ۲۰۲۲ | پروژه شکار گرگ | دو ایل           |                  | [ ۷ ]             |
| TBA  | لانگ دی        | دوها             |                  | [ ۸ ] [ ۹ ]       |
| TBA  | بعد از         | جین هیوک         |                  | [ ۱۰ ]            |

### مجموعه تلویزیونی
| سال  | عنوان             | نقش                   | توضیحات                              | منابع         |
| ---- | ----------------- | --------------------- | ------------------------------------ | ------------- |
| ۲۰۱۶ | شهادت دروغ سلیمان | هان جی هون            |                                      | [ ۱۱ ]        |
| ۲۰۱۷ | مدرسه ۲۰۱۷        | سونگ ده هی            |                                      | [ ۱۲ ]        |
| ۲۰۱۷ | درام ویژه         | اوم گی سوک            | قسمت: «اگر در یک فصل بودیم»          | [ ۱۳ ]        |
| ۲۰۱۷ | دراما استیج       | جولیان (حضور افتخاری) | قسمت: «زندگی خصوصی دستیار مدیر پارک» | [ ۱۴ ]        |
| ۲۰۱۸ | یک روز یک شعر     | شین مین هو            |                                      | [ ۱۵ ]        |
| ۲۰۱۸ | آقای آفتاب        | لی جون یونگ           | قسمت ۱۶–۲۴                           | [ ۱۶ ] [ ۱۷ ] |
| ۲۰۱۸ | درام ویژه         | حضور افتخاری          | قسمت: «تن ماهی و دلفین»              | [ ۱۸ ]        |
| ۲۰۱۸ | فقط برقص          | کوان سونگ چان         |                                      | [ ۱۹ ]        |
| ۲۰۱۹ | افسانه نوکدو      | جون نوک دو / بانو کیم |                                      | [ ۲۰ ]        |
| ۲۰۲۰ | جست و جو          | یونگ دونگ جین         |                                      | [ ۲۱ ]        |
| ۲۰۲۱ | جن‌گیر چوسان       | شاهزاده چونگ‌نیونگ     |                                      | [ ۲۲ ]        |
| ۲۰۲۳ | دوران خوش         | لی دو هاک             |                                      | [ ۲۳ ]        |
| ۲۰۲۳ | شوهرم الهه عشقه   | چون سانگ هیوک         |                                      | [ ۲۴ ]        |

### موزیک ویدیو
| سال  | عنوان آهنگ            | خواننده     |
| ---- | --------------------- | ----------- |
| ۲۰۱۶ | "That 5 Minutes"      | 10cm        |
| ۲۰۱۶ | "Galaxy"              | Bolbbalgan4 |
| ۲۰۱۷ | "Emptiness In Memory" | Naul        |

### ورایتی شو
| سال  | عنوان      | شبکه | Notes       |
| ---- | ---------- | ---- | ----------- |
| ۲۰۱۹ | Miss Korea | tvN  | Cast Member |

## جوایز و نامزدی‌ها
| سال  | جوایز               | دسته                                        | اثر نامزد شده |
| ---- | ------------------- | ------------------------------------------- | ------------- |
| ۲۰۱۸ | جوایز درامای کی‌بی‌اس | جایزه بازیگر برتر مرد در یک درام ویژه/کوتاه | فقط برقص      |
| ۲۰۱۹ | جوایز درامای کی‌بی‌اس | بهترین زوج همراه با کیم سو-هیون             | افسانه نوکدو  |